# Sistema psicodiagnóstico
Sistemas psicodiagnósticos ou Métodos psicodiagnósticos são técnicas específicas de Psicologia compostas por entrevistas, questionários, inventários e técnicas projetivas, desenvolvidas para auxiliar no diagnóstico da realidade inconsciente de sujeitos em geral, por costume visando a dar suporte a processos psicoterapêuticos e psiquiátricos de ajuda, mas podendo também ser utilizados na definição de perfis pessoais para orientação vocacional.